# Lettebæk
Lettebæk er en bebyggelse i Odense Kommune beliggende både i Bellinge Sogn og Sanderum Sogn. Bebyggelsen er delt af Lettebækken, der tager sit udgangspunkt et sted i Sanderum Sogn, tilsyneladende ved Højme. Bækken har drevet Lettebæk vandmølle, (anlagt omkring 1850) ved hjælp af en mølledam, hvor vandet kunne opstemmes ved hjælp af et stigbord. Lettebækken munder ud i Odense Å lidt øst for møllen. 
- Matrikelkort fra 1778. Lettebæk i Bellinge sogn.
- Matrikelkort fra 1778. Lettebæk i Sanderum sogn
- Bondebjerggård, genopbygget efter brand 1917
- Grundmuret stråtækt hus i Lettebæk. Huset er formentlig bygget i 1880
- Typisk fynsk husmandssted med beboelse i midten og udhuse i sidefløjene.

Den lille gård er beliggende ud mod vejen. Dette hus er flyttet ud fra andet sted ca 1850 sammen med et nabohus. De tilhørende jorder var fra begyndelsen lige store. Jorden blev førhen ejet af godset Christiansdal i Dalum
55°20′N 10°19′Ø / 55.333°N 10.317°Ø